# Liste der Orte in der kreisfreien Stadt Amberg
Die Liste der Orte in der kreisfreien Stadt Amberg listet die 23 amtlich benannten Gemeindeteile (Hauptorte, Kirchdörfer, Pfarrdörfer, Dörfer, Weiler und Einöden) in der kreisfreien Stadt Amberg auf.

## Systematische Liste
- Die kreisfreie Stadt Amberg mit
  - dem Hauptort Amberg;
  - den Pfarrdörfern Luitpoldhöhe, Raigering und Unterammersricht;
  - den Dörfern Bernricht, Eglsee, Fuchsstein, Gailoh, Gärbershof, Karmensölden, Kleinraigering, Krumbach, Lengenloh, Neumühle, Neuricht, Schäflohe und Speckmannshof;
  - der Siedlung Neubernricht;
  - den Weilern Atzlricht, Fiederhof und Oberammersricht und
  - den Einöden Kemnathermühl und Schweighof.

## Alphabetische Liste
In Fettschrift erscheinen die Orte, die namengebend für die Gemeinde sind.
- Amberg
- Atzlricht
- Bernricht
- Eglsee
- Fiederhof
- Fuchsstein
- Gailoh
- Gärbershof
- Karmensölden
- Kemnathermühl
- Kleinraigering
- Krumbach
- Lengenloh
- Luitpoldhöhe
- Neubernricht
- Neumühle
- Neuricht
- Oberammersricht
- Raigering
- Schäflohe
- Schweighof
- Speckmannshof
- Unterammersricht